# 鶴見製紙
鶴見製紙株式会社（つるみせいし）は、再生紙を原料としたトイレットペーパー専業の家庭紙の製紙会社。

## 事業所
- 本社…埼玉県川口市南鳩ヶ谷8丁目1番10号
- 工場…埼玉県川口市

## 沿革
- 1945年（昭和20年）…横浜市鶴見区で創業。チリ紙を生産。
- 1957年（昭和32年）…埼玉県鳩ヶ谷市（当時）に川口工場を新設。
- 1966年（昭和41年）…鶴見区の旧本社工場を閉鎖、川口工場を本社工場とする。
- 1982年（昭和57年）…トイレットペーパーの生産開始。
- 1987年（昭和62年）…全面的にトイレットペーパー生産に移行。